# 중립국

헌법과 국제사회를 통해 중립을 인정받은 국가
논란이 있는 중립 표명국
과거의 중립국

중립국(中立國,영어: neutral country)은 국가 사이의 분쟁이나 전쟁에 관여하지 아니하고 중간 입장을 지키는 것을 말한다.

## 개념
중립(中立, neutrality)의 어원은 중성(中性)의 의미를 가지고 있는 라틴어의 뉴터(neuter)에서 유래된 것으로, 공정(公正: fairness), 공평(公平: impartiality), 중용(中庸: golden mean)의 의미를 가지고 있다. 중립은 통상중립(customary neutrality)과 영세중립(permanent neutrality)으로 구분된다. 중립이 한 국가의 외교정책으로 채택될 경우 특수한 의미를 가진다. 중립의 개념은 2개 이상의 국가들이 전쟁을 할 경우 제3국은 교전국들에게 공평한 관계를 유지하면서 어느 편에도 일방적으로 지원하지 않으며, 어떠한 편의도 제공하지 않는 국가의 국제법적 지위를 의미한다. 중립의 역사적 효시는 기원전 8세기 경 이스라엘의 예언자 이사야(Isaiah)가 이스라엘 백성들에게 이집트와 아시리아의 전쟁에 개입하지 말 것을 예언한 것이다.
19세기 이래 중립은 약소국이 주로 채택하는 정치 외교 노선이었다. 강대국이란 세계의 안정 세력을 뜻하며 세계의 안정은 강대국이 솔선하여 세력의 균형을 꾀함으로써 유지되는 것이므로 강대국은 중립 정책을 채택하지 않는다. 이러한 강대국 간의 세력 균형의 틈바구니를 헤엄쳐 자신의 보전을 꾀하려고 하는 일부의 약소국이 중립을 표방하여 국제 정치상의 정책으로 삼아왔다.
그러므로 중립 정책은 힘의 정책과는 상관적인 것으로서 힘의 정책이 번성하면 중립 정책도 번성하고, 힘의 정책이 쇠퇴하면 중립 정책도 따라서 쇠퇴하는 것이 국제 세계의 실정이었다. 제1차 세계 대전 후 국제 연맹이 발족한 이래 얼마 동안은 중립 정책이 그림자를 감추었다. 연맹의 이념하에 힘의 정책은 미움을 받고 세력 균형 정책도 따라서 배격받게 되었으며, 또한 중립 정책도 비난의 대상이 되었다. 그러나 국제 연맹이 그 권위를 상실하고 약소국의 신뢰를 모을 수 없게 되자 약소국간에 중립 정책을 표방하는 국가들이 대두하기 시작했다. 강대국은 강대국대로 지난날의 세력 균형 정책, 즉 동맹 정책으로 복귀했다.
이리하여 제2차 세계 대전을 맞이하게 되어 새로이 유엔이 발족함과 동시에 재차 힘의 정책이나 세력 균형 정책이 이념 상 배척되고 중립과 같은 것도 당연히 있을 수 없는 것으로 되었다. 그런데 '2개의 세계'의 대립이 국제 세계의 표면에 나타나, 이 대립이 '냉전'으로 격화하자 여기에 또한 약소국 간에 혹은 신생국들 간에 중립을 표방하는 국가들이 다시 나타나기 시작했다. 유럽의 약소국들 사이에는 두 번에 걸친 세계 대전에서 중립의 고난을 경험한 나머지 집단 안전 보장 기구에 의존하는 국가들이 많아 중립으로 기우는 국가가 적었으나, 아시아·아프리카의 신흥 제국 측에서는 중립에의 원망(願望)이 강하게 엿보인다. 건국 초기의 약소국들이 강대국끼리의 분쟁에 말려들기를 꺼려서 중립으로 기울어지는 것은 당연하다고 할 수 있다.

## 시대별 중립

### 현대의 중립
현대의 중립은 제2차 세계 대전 이전의 중립과는 그 개념이 전혀 다르다고 할 수 있다.
1. 종래 중립으로 호칭된 국가의 지위는 전혀 전시국제법(헤이그 육전법규·런던 선언·해상중립법)의 문제였다. 그러나 현대에 와서는 중립은 전시의 문제일 뿐만 아니라 평시에 있어서의 국제 정치 따라서 평시국제법의 새로운 형성의 문제이며 세계 평화에 기여하는 힘을 가지기에 이르렀다.
2. 종래의 중립은 강대국 상호 간의 모순에 의한 전쟁을 전제로 하고 거의 중립국의 의무 본위로 만들어져 있었다. 그러나 오히려 현대의 중립은 그것을 소호하지 않으면 안 되는 것이 강대국의 의무로 되었다.
3. 종래의 중립은 전쟁의 국외(局外)에 서는 것과 동시에 타국의 전쟁에 임하여 전시 금제품(戰時禁製品)이 아닌 물품으로 교전국 쌍방에 대하여 거래를 행할 수가 있었다. 이러한 중립은 교전국 사이의 전쟁을 긍정하고, 또한 불편 공평(不偏公平)한 태도로서 교전국의 어느 편에 대해서도 원조를 행할 수가 없으나 오히려 경제 상의 이익을 얻을 수도 있었다. 그것이 이른바 중립 상업(中立商業)이었다. 그러나 현대의 중립은 근시안적인 당면의 상업이 아니라 세계 평화의 강화, 주권의 존중으로 향해져 있다.
4. 과거의 중립은 강대국 간의 전쟁 때에는 그 전쟁으로 인하여 언제나 파멸을 면하기 어려웠다(유난히 벨기에의 중립은 번번이 깨어졌다). 그러나 현대의 중립은 중립국을 깨뜨리는 강대국이 있으면 전 세계의 여론은 이를 비난하고 중립국의 주권 존중을 위해 큰 규제의 기능을 수행하고 있다.
5. 중립은 종래 열강의 함수 관계가 지배하던 역사적 조건하에서는 주로 전쟁 상황의 제도로서만 나타났으며 전쟁에 참가하지 않는 지위였다. 그러나 현재의 중립은 그뿐만이 아니라 자진해서 새로운 전쟁을 저지하고, 평화시에도 세계의 평화를 적극적으로 조성해가는 공정한 평화의 역량으로 되어 있다.

### 냉전시대의 중립
국제 정치 역학 구조하에서 중립이란 시대적 상황에 영향을 받는다. 즉, 1국가가 중립법 상의 권리·의무를 취하고 다변적인 승인을 받았더라도 시대적 필연성에 의해 포기할 수도 파기될 수도 있다는 가정이며, 제2차 세계 대전 이후 동서 냉전 체제와 핵무장 시대에서 특히 그러했다.
이 점에서 비무장중립과 무장중립의 논리적 대립이 일어나는데 본질적인 문제는 국가 체제에 대한 취사 선택에 있다고 하겠다. 즉 스위스나 오스트리아 같은 영세 중립 국가는 물론 통상의 중립 노선 국가들도 평시 중립 유지에 한계가 있다는 것이다. 결국 국제법 상의 중립 문제가 전시 중립에 집중되는 것은 이 때문이다.
그러나 핵시대가 도래함으로써 전시 중립의 한계 또한 노출되기 시작했다. 즉, 핵무기의 가공할 파괴력으로 인해 핵전쟁의 발발이란 교전 당사국뿐만 아니라 인접국, 나아가서는 전 세계적 파멸을 가리키는 것이기 때문에 중립이란 의미가 없게 되었다. 이 점이 핵보유 국가들까지도 핵전쟁을 회피하게 되는 근본 이유이지만 균형 유지와 우위 확보라는 명분하에 계속적으로 무기 체제를 발전·강화시키고 있으므로 그 위험성은 상존하고 있다. 그 주역인 미·소가 각각 자본주의와 공산주의 주도국을 자처하여 군사 동맹이나 방위 조약 형태로 각각의 카테고리를 형성, 대립하였는데 이 시기의 중립 노선 국가들은 이를 '핵우산에 의한 종속'이라고 비난하면서도 내부적으로는 일방에 기울어져 있었다. 이들의 논리는, 자위든 보복이든 핵의 사용은 범죄 행위이며, 핵보유 국가를 주축으로 한 각종의 군사 기구·동맹에 참여하는 것은 그를 용인하는 행위가 되고 궁극적으로는 정치·경제·외교 등 국가 주권의 제한을 받게 된다는 것이다. 따라서 그를 거부함으로써 국제 평화 수호와 전쟁의 부인, 완전한 국가 주권 유지 및 행사라는 중립 개념에 도달할 수 있다는 명분을 내세우고 있다.

## 중립 정책
중립 정책을 채택하고 있는 국가들이 사용하고 있는 용어로서는 중립주의, 비동맹정책, 군사동맹으로부터의 자유, 적극적 혹은 능동적 중립 등 여러 가지가 있다.
중립정책, 중립주의라는 정의는 국제법의 1체계인 중립법의 이행을 의미하는 것이 아니라 강대국 주도의 양극 체제와 그 종속성을 거부한다는 한시적인 의미로 파악해야 한다. 즉 그를 표방한 사회주의 국가들에 있어서는 소련·중국이, 자본주의 국가들에 있어서는 미국이 그 대상이 되는 것이다.
또한 중립 제국의 대외 정책에는 각국의 발전의 역사적 조건에 의거한 차이점이 있다. 특히 아시아나 아랍 제국, 아프리카 제국의 중립주의는 그들 국가가 근래에 획득한 독립을 강화하기 위한 것과 지극히 긴밀하게 결부되어 있다. 스웨덴이 취하고 있는 중립 정책은 전쟁에 참가하지 않는다고 하는 것이 전통적인 정책이다.
그러나 중립 정책을 취하고 있는 어느 국가도 대국간의 냉전에 말려들어 게다가 내정(內政)을 간섭받는 것을 피하고, 평화에의 공통적인 염원, 독립과 주권 존중과 평화에의 공통적인 투쟁에서는 일치하고 있다. 이들 국가는 새로운 전쟁 특히 핵전쟁의 준비에 적극적으로 반대하고, 군사 블록에 들어갈 것을 거부하며, 그 영토를 외국 군사 기지로 제공하는 것을 거부하고, 또한 그들 국가를 포함하는 비핵무장지대의 설치를 요구하고 있다.
통상 비동맹·독자 노선·중립 노선 국가로 총칭되는 이들은 정치·군사 부문에서는 강대국 주도의 정치·군사 기구 참여를 거부하는 대신에 그들 나름대로의 정치·군사적 연대를 강화함으로써 권익 유지에 힘쓰고 있는데, 경제 분야에서는 각 국별로 서방측이나 소련에 기울어져 있다.
중립은 그것이 과거의 시대에 행하여진 바와 같이 평화와 전쟁의 중간에 서는 중립, 즉 처음에는 기회주의적으로 자국을 둘러싼 형세를 관망하다가 장차 전쟁에서 승리할 것 같은 국가에 가담하려는 동요적 기회주의의 중립적 태도는 아니다. 뿐만 아니라 중립 정책을 행하는 국가는 전쟁에 반대하고 평화를 수호하는 문제에 있어서는 중립이 아니고 일의적으로 평화의 편에 서는 평화·중립인 것이다.
또한 이 중립은 세계 평화와 불가분의 관계에 있는 중립으로서, 종래와 같이 자기의 국가만은 전화(戰禍)로부터 모면하고 싶다고 하는 소국의 소극적인 원망이 아니라, 국가의 대소에 관계없이 핵전쟁이나 신전쟁의 준비를 부정하고, 세계의 평화에 기여하는 적극적인 평화·중립이다. 이와 같은 평화·중립은 어느 군사 블록에도 참가하지 않고, 군사 동맹도 체결하지 않으며, 외국의 침략 전쟁에 가담·협력하지 않으며, 외국에 군사 기지의 설치를 허용하지 않으며, 참가해 있는 군사블록으로부터는 이탈하여 그것을 파기한다. 또한 핵무기를 자국에 반입하는 것을 반대하고, 자국 군대에 핵무장을 허용하지 않으며, 영해·영공에 있어서의 핵무기의 수송·정찰을 금지한다. 그리고 또한 타국의 정찰 비행기 등의 영공(領空) 침범을 규탄한다. 이들은 모두 평화와 독립을 강화할 것을 지향하고 그래도 전쟁이 일어날 경우에는 확고하게 중립을 수호한다.
국제법 특히 유엔 헌장은 제 국민 간의 우호 협력 관계를 발전시켜 전반적인 평화의 강화를 촉진하고, 다른 국가에 대해서는 무력 행사에 호소함이 없이 평화적인 방법으로 국제 분쟁을 해결하고(유엔 헌장 2조), 경제·사회·문화·인도 문제 위에서 국제 협력을 행한다는 것을 국제 관계의 기본으로 삼고 있는 것이다. 그러므로 중립주의는 유엔 헌장의 이와 같은 정신을 잘 체현(體現)하는 것이다. 중립주의가 이들 유엔 헌장의 제 목적과 원칙을 체현하고 이를 성실히 수행하는 것인 이상 각 국가는 유엔 헌장의 정신을 체현하는 중립주의를 존중해야 할 의무를 지는 것이며, 또한 어느 국가가 중립주의를 선택한다는 것은 그 국가에게 있어서는 빼앗을 수가 없는 권리이며, 또한 내정(內政)에 속하는 일이므로 타국은 내정 불간섭, 독립 존중의 의무를 진다. 그 때문에 다른 모든 국가는 이러한 민족주의 기본권을 존중하고 중립주의의 길을 선택하는 국가의 주권 의지를 존중하지 않으면 안 된다. 만약 강대국이 이 같은 유엔 헌장에 위반하여 중립주의를 취하는 국가의 내정에 간섭하고 나아가서는 침략군을 끌어들인다면 그들 제 강대국들은 중립을 보장하는 유엔 헌장의 침범, 그리고 침략죄에 의해서 규탄·단죄되지 않으면 안 된다.

## 영세 중립
영세중립'(永世中立, 영어: permanent neutrality 정의는 그 국가의 정치적 독립과 영토의 통합을 주변 국가들과 협정을 통해 영구적으로 보장되는 제도적 장치를 말한다. 영세중립은 중립화(neutralization)와 같은 의미로 사용된다. 영세중립은 국가에 한해 사용되나 중립화는 국가를 포함해 강대국 간의 이해가 충돌하는 카슈미르와 같은 국제분쟁 지역이나, 국제수로, 국제하천, 북극과 남극과 같은 무주물의 지역에 사용된다.
영세 중립국은 자위(自衛) 이외의 전쟁을 행하지 않으며, 평시에는 중립 정책을 실행하여서 군사 동맹이나 군사 블록에 참가하지 않고, 영세 중립 국가를 전쟁으로 이끌어 들일지도 모르는 협정을 체결하지 않으며, 타국과 우호 관계를 강화하도록 조약 상의 의무를 지고 있는 국가의 법적 지위를 말한다. 현재에는 스위스·오스트리아가 그 실례이다. 영세 중립의 지위를 수립하기 위해서는 중립국과 관계 국가와의 다변적인 협정이 필요하다. 물론 영세 중립을 희망하는 중립 국가 그 자체의 발의(發意)가 전제로 된다. 중립의 실천은 그 국가의 주권 의지(主權意志)에 달려 있다.
영세중립의 정의는 그 국가의 정치적 독립과 영토의 통합을 주변 국가들과 협정을 통해 영구적으로 보장되는 제도적 장치를 말한다. 영세중립은 중립화(neutralization)와 같은 의미로 사용된다. 영세중립은 국가에 한해 사용되나 중립화는 국가를 포함해 강대국 간의 이해가 충돌하는 캐시미르와 같은 국제분쟁 지역이나, 국제수로, 국제하천, 북극과 남극과 같은 무주물의 지역에 사용된다.
영세중립국이 되기 위해서는 3가지 조건을 구비해야 한다. 첫째, 주관적 조건으로 영세중립을 지향하는 국가의 지도자와 국민들이 영세중립 정책을 얼마나 희망하면서 적극성을 보이느냐에 대한 척도인 것이다. 둘째, 객관적 조건으로 지정학적으로 주변에 강대국들이 위치하고 있는 약속국가가 대상이다. 끝으로, 국제적 조건으로 주변의 강대국들이 약소국을 침범하지 않겠다는 국제적 협정을 체결하는 것이다.
시릴 블랙의 분류에 의하면 영세중립국의 대상 국가는 신생독립국가, 분단된 국가, 주변 강대국의 침략과 헤게모니 경쟁의 대상국가, 지정학적으로 강대국에 포위된 국가, 강대국과 강대국의 교량적 역할을 하고 있는 국가 등이 일차적 대상국이다 .
오늘날 지구상에는 스위스, 오스트리아, 코스타리카, 투르크메니스탄, 바티칸 등의 국가들이 영세중립의 국제적 지위를 인정받고 있다. 5개 국가의 영세중립 정책의 목적은 국가안보의 공통점을 가지고 있으나 영세중립 정책 과정은 모두 상이한 모델의 특징을 가지고 있다.

### 현대 인정된 영세중립국 정책

#### 오스트리아
오스트리아는 1934년 히틀러(Adolf Hitler)가 요구하는 오스트리아와 독일나치당의 동맹조건을 무기력하게 수용함으로써 히틀러가 주장하는 제3제국의 일원이 되었다. 이로 인해 오스트리아는 독일과 함께 1945년 5월 제2차 세계대전의 패전국이 되었고, 7월 4일 모스크바 선언에 의해 미국, 영국, 프랑스, 소련이 오스트리아를 분할 통치하게 되었다.
오스트리아가 패전국으로서 4개 지역으로 분할됨에 따라 정치지도자와 국민들은 1945년 6월부터 자주독립을 위한 정책을 추진하였다. 오스트리아 정부는 4개 연합국 군대를 어떻게 하면 명예롭게 철수시킬 수 있는 방안으로 영세중립 정책을 생각하게 되었다. 오스트리아 정치지도자들은 이를 잘 실천하였다. 우선 소련이 임시 수상으로 추천한 인사는 당시 명망 있는 사회주의자 칼 레너(Karl Renner)였다. 그는 소련이 바라는 사회주의 국가 건설을 잘 할 것으로 기대했으나 오히려 강력한 독자노선을 견지하였다. 레너는 임시정부를 구성 할 때에도 사회당과 국민당, 및 공산당 등 좌․우 세력을 고루 안배한 중도정부를 수립하였다.
오스트리아의 영세중립에 대한 사례는 스위스의 경우와 상이한 특징을 가지고 있다. 오스트리아의 영세중립 과정은 2단계로 구분할 수 있다. 제1단계는 1945부터 1953년까지 오스트리아 문제를 토의함에 있어 오스트리아 대표는 참석하지 못하고 연합국 대표들만이 독자적으로 오스트리아 문제를 결정하는 시기다. 제2단계는 1953년부터 1955년까지 오스트리아 대표가 연합국 대표와 동등한 자격으로 오스트리아 문제를 협의할 수 있는 외교적 권리를 획득한 단계이다.
오스트리아의 영세중립 실현과정에서 오스트리아 정부가 보여준 점령국에 대한 외교정책과 협상기술은 영세중립을 지향하는 국가들에게 좋은 교훈이 될 수 있다.
첫째, 영세중립의 주관적 조건으로, 오스트리아 정부는 주변 점령국에 스위스와 같은 영세중립 정책을 지향하겠다는 분명한 의지를 천명하였고 국민들의 의사를 영세중립 정책으로 결집하는데 주력하였다. 다시 말해 4개국 점령국가 들이 오스트리아의 전후처리 문제에 견해차이로 교착상태에 직면할 때 오스트리아 정부는 통일과 독립을 위해 스위스와 같은 영세중립 정책이 바람직하다는 대내적 의사를 통합하는데 주력하였다.
둘째, 오스트리아 정부가 탈이념 정책을 선택한 것이다. 오스트리아는 동구권과 같은 공산화 국가가 되는 것을 방지하기 위해 서방국가가 주도하는 국제협력에 능동적으로 참여하면서 서방점령 국가들에게 오스트리아의 영세중립 노선을 지향하는 것을 의도적으로 선전하였다. 예를 들면, 1948년 2월 이후 체코슬로바키아가 공산화되고, 베를린 봉쇄 등으로 국제정세가 어려울 때 오스트리아는 소련의 견제를 무릅쓰고 미국이 주도하는 마샬 플랜(Marshall Plan)에 가입했다.
셋째, 오스트리아 정부는 대외정책 노선으로 영세중립 정책을 공식 천명했다. 오스트리아는 1951년 11월과 1952년 2월 2회에 걸쳐 오스트리아의 외교정책으로 스위스와 같은 영세중립국을 지향하여 세계 어느 국가에도 편향되지 않은 공평한 균형외교 정책을 유지할 것을 발표했다. 오스트리아 정부는 또한 오스트리아와 관련된 국제문제가 있을 경우, 의도적으로 국제사회에 제기하여 해결하려는 노력을 보였으며, 때로는 주변국의 적극적인 협력을 받아 처리했다 .
오스트리아의 영세중립 실현 후기 단계는 연합국 외상회의가 1954년 1월 25일 베를린에서 개최되었을 때, 오스트리아 대표가 정식으로 회의에 참가한 시기부터 시작된다. 종전까지 연합국들은 오스트리아 문제를 일방적으로 협의하고 결정했으나, 이때부터 오스트리아 대표가 연합국 회의에 참여함으로써 자국의 문제에 대한 의견을 개진할 수 있는 기회를 갖게 되었다.
연합국가의 외상회의에서 오스트리아의 영세중립 문제를 최초로 언급한 대표는 소련외상이었다. 몰로토프(Vyacheslav M. Molotov) 외상은 조약을 통한 오스트리아의 영세중립의 필요성을 처음으로 제기했다. 소련과 오스트리아는 1955년 4월 15일 모스크바에서 오스트리아가 향후 영세중립 정책을 지향한다는 전제를 포함한 모스크바 각서(Moscow Memorandum)를 체결했다. 모스크바 각서는 오스트리아의 국가조약(Austria State Treaty)의 골격을 이루게 되었고, 1955년 5월 15일 4개 점령국 외상들이 모스크바 각서를 승인하고 1955년 7월 27일까지 비준서를 모스크바에 발송함으로써 오스트리아의 영세중립 정책이 효력을 갖게 되었다. 오스트리아는 소련의 지원으로 10년 만에 영세중립의 국가목표를 달성하게 되었다.

#### 스위스
스위스의 고전적인 영세 중립도 다변적인 국제 조약과 스위스 자신의 주권 의지에 의거하여 성립되었다(1815년 1월의 의정서). 스위스의 영세 중립은 강대국에 의해 보증됨과 동시에 무장 중립이었으나, 이것은 스위스가 그 중립을 수호하기 위해서 자신의 군대를 가질 권리를 부여받았다는 것을 의미한다.
스위스는 제1차 세계 대전에서도 제2차 세계 대전에서도 중립을 수호할 수가 있었다. 제1차 세계대전 후 국제연맹에 가입했으나 연맹이 취하는 군사조치에 참가할 의무가 면제되었다(런던 선언). 그리고 또한 외국 군대의 영토 통과를 거부하고 국내에 있어서의 군사 행동의 준비를 인정하는 의무에서도 면제되었다. 제2차 세계 대전에 있어서도 스위스는 중립을 지킬 수가 있었다. 전쟁 시에는 중립을 침해한 200기 이상의 독일·영국·미국의 비행기를 격추 또는 억류하고 또한 영토 내로 퇴각해 온 프랑스 부대까지도 억류했다. 제2차 세계 대전 후 스위스는 유엔에 가입하지 않았으나, 전반적인 세계 평화를 촉진하는 것과 같은 국제 평화 회의를 위해서 장소(제네바)를 제공하고, 유엔 제 조직의 건물의 소재를 인정하고 있다.
대표적 영세중립국인 스위스는 오늘날 영세중립의 국제적 모델이다. 스위스는 역사적으로 주변 강대국인 프랑스, 독일, 이탈리아, 및 오스트리아와 국경을 접하고 있어 지정학적 관점에서 영세중립국으로서의 충분한 조건을 가지고 있다. 스위스가 영세중립 정책을 추구하게 된 동기는 국내적 요인과 국제적 요인이 있다.
국내적 요인은 스위스가 15세기 중엽부터 자치권을 가진 각 주(州: Canton)간에 영토획득을 위한 전쟁으로 치열한 내전이 계속되자 이를 방지하기 위한 하나의 수단으로서 대내적 중립의 필요성이 대두 되었다. 국제적 요인으로서는 스위스가 주변국가의 침략을 원천적으로 방지할 수 있는 제도적 장치를 마련하는 이중적 목적에서 영세중립 정책이 출발한 것이다.
그로 인해 스위스 국민들은 어떻게 하면 격화되고 있는 주들 간의 전쟁을 종식할 것인가에 대한 대응책을 고심하게 되었다. 각 주간의 갈등과 대립을 종식할 수 있는 수단으로서 고안된 것이 각주가 다른 주들의 전쟁에 개입하지 않고 중립이 필요하다는 인식을 갖게 되었다. 그러나 스위스가 결정적으로 중립정책을 구상한 것은 1515년 프랑스와의 마리그나노(Marignano) 전투에서 대패한 후 스위스 의회는 영세중립 정책을 제안했다.
스위스는 유럽의 헤게모니 경쟁에 더 이상 참여하는 것을 포기하고, 1546년 프랑스의 침략을 받은 세날칼디언(Senalcaldian) 전쟁 중 영세중립 정책을 공식 발표했다. 프랑스가 1647년 베른(Berne) 지방의 서쪽 스페인 영토인 프랑쉐 콩테(Franche Comt) 지방을 병합함으로써 스위스는 프랑스의 위협을 직접 받게 되었다. 스위스의 주변 국가들은 스위스의 영세중립 선언으로 18세기 초부터 스위스를 유럽의 평화협정에 참여시키지 않으면서 사실상(de facto) 중립국가로 활동하였다.
영국, 프러시아, 러시아, 오스트리아의 연합군대는 1813년 라이프찌히 전투에서 나폴레옹 군대를 격파하고 승리한 후 나폴레옹 군에 참가한 스위스를 위협하자 스위스는 모든 교전강대국들에 대해 영세중립을 선언했다. 4개 동맹국들은 1814년 3월 체결된 쇼몽 조약(Chaumont Treaty)에서, “스위스 연방은 구 경계선을 중심으로 국경을 재설정하고, 그 독립을 강대국들의 보장으로 이뤄져야 한다”는 내용을 발표했다. 스위스는 1815년 3월 20일 나폴레옹 전쟁을 종결하는 비엔나 회의에서 스위스의 영세중립을 인정하게 되었다. 스위스는 같은 해 파리 조약에서 오스트리아, 프랑스, 영국, 프러시아, 러시아, 포르투갈, 스페인, 스웨덴 등 8개국이 스위스의 영세중립을 정식으로 승인했다. 스위스의 영세중립과 관련된 모든 선언들은 나폴레옹이 완전히 몰락한 후인 1815년 11월 20일 채택된 파리선언에서 연합국에 의해 다시 확인되고 보장됨으로써 스위스는 주변국들로부터 국제적으로 승인된 세계 최초의 영세중립국이 되었다.
스위스는 영세중립국으로서 어떠한 동맹이나 경제협력에도 참가하지 않음을 원칙으로 경제동맹, 관세동맹, 심지어 국제적 안보연합에도 가입을 피했다. 하지만 냉전 종식과 함께 국제사회의 긴밀한 협력의 필요성이 증가함에 따라, 스위스는 국제적 일원으로서 세계 평화에 기여할 수 있는 역할을 모색하려는 움직임을 보였다. 따라서 스위스 국민들은 2001년 3월 10일 실시한 국민투표에서 국제평화 유지활동을 통한 국제사회에 이바지하고, 자국의 군대를 북대서양 조약기구의 군대와 합동으로 군사훈련에 참가하여 자국의 민방위군의 전력증강에 찬성하였다. 그 결과 스위스 국민은 2002년 3월 4일 실시된 국민 투표에서 국제연합 가입을 찬성함으로써 유엔에 가입한 후 세계 가난한 국가에 많은 경제지원을 하고 있다.

#### 코스타리카
코스타리카는 1948년 대통령 선거 결과로 정부와 군부가 대립하던 중 군부가 정권을 장악했으나, 6주간의 내전으로 국민 2000여 명이 사망함으로써 의회는 1949년 11월 평화헌법을 채택하고, 군대를 해산한 후 오늘날까지 군대가 없는 나라 중의 하나이자 비무장 영세중립국의 대표국 중의 하나로 꼽힌다.
코스타리카의 평화헌법 제１２조 제1항은 항구적 제도로서 군대를 보유하지 않는다고 규정하고 있으며, 제2항은 군대를 대신하는 조직으로 치안과 국경경비를 위해 시민경비대(Civil Guard)를 설치한다고 규정하고 있다. 코스타리카 정부는 평화헌법 제정 후, 병사의 수만큼 교사를 둔다는 국민적 합의로 군사비를 교육예산으로 전용함으로써 국가예산의 ３0퍼센트가 교육비로 사용하고 있다 코스타리카는 평화를 지향하기 위해 1980년 유엔평화대학을 설립하였으며, 국내·외 국가들과 갈등이나 무력대립을 피하기 위해 1983년 11월 17일 비무장 영세중립 정책을 선언함으로써 주변국가로부터 묵시적 승인을 받아 영세중립국의 국제적 지위를 유지하고 있다. 코스타리카는 스스로 선포한 영세중립국이 되었다.

#### 바티칸 시국
바티칸 시는 1929년 이탈리아 정부와 영세중립 조약을 체결함으로써 사실상(de facto)의 영세중립국으로 인정을 받고 있다. 바티칸은 이탈리아의 영토 내에 위치하고 있기 때문에 이탈리아의 배타적 영토권에 속하며, 이탈리아에게만 조약에 따른 영세중립의 권리와 의무를 갖게 된다. 바티칸은 로마 교황청으로 문화재 보호와 정치적 독립이라는 특수한 목적에 따라 이탈리아와 중립화 조약을 체결한 것이다.  바티칸 시는 다음과 같은 이유로 중립을 추진하였다.
첫째, 교황청이 소유하고 있는 문화재의 보호다. 바티칸은 서양의 자유, 평등, 박애 사상을 기초로 한 기독교 문명의 중심지로서 세계적인 문화유산을 가지고 있다. 역사적으로 찬란한 기독교 정신과 문화를 보존하기 위해 이탈리아의 보호와 협력이 절대적으로 필요하다.
둘째, 바티칸의 정치적 독립이다. 과거와 같이 로마 교황청이 이탈리아의 모든 문화를 통솔, 지배할 경우에는 문제가 없었으나, 이제는 이탈리아로부터 정치적 독립을 유지하면서 독자적인 외교권과 이탈리아에 대한 치외법권의 법적 지위가 필요하기 때문에 독자적 통치기구로서 역할을 하려는 것이다.
끝으로, 바티칸의 재산에 대한 보호이다. 전 세계 신도들로부터 모금된 종교자금을 보다 더 효과적으로 활용하기 위해서는 다양한 경제활동을 해야 하며, 이에 대한 이탈리아의 보장이 선행되어야 한다. 예를 들면, 바티칸은 이탈리아 내 산업에 대한 통제권을 행사할 수 있으며, 은행, 선박, 보험, 광산, 항공, 전자 등 전 분야의 투자에 대한 소유권을 행사할 수 있는 법적, 제도적 보장을 받는 것이다. 바티칸은 전 세계 로마 가톨릭 교회의 중심체로서 그 정책은 가톨릭을 전 세계에 전파하는 것이다. 바티칸의 중립화 협정은 계속적이고 배타적이며 이탈리아에 대해서만 그 효력이 지속된다. 하지만 세계 대다수 국가는 바티칸과 이탈리아간의 중립화 협정을 사실상으로 인정하면서 바티칸의 중립화와 관련된 제반 권리를 묵시적으로 승인하고 있다.

#### 투르크메니스탄
투르크메니스탄은 1991년 구소련의 붕괴로 독립국이 된 이후 1995년 9월 유엔총회가 투르크메니스탄이 신청한 영세중립 방안을 만장일치로 승인함으로써 영세중립국이 되었다. 투르크메니스탄은 유엔이 승인한 유일한 영세중립국이다.

### 과거에 중립을 실시하거나 중립을 유지하는데 실패한 국가들의 정책

#### 벨기에
벨기에는 1713년 위트레흐트 조약(Utrecht Treaty)에 의해 스페인의 통치에서 벗어나 오스트리아의 통치를 받게 되었다. 벨기에는 1794년부터 다시 프랑스의 지배를 받게 되었으나 1815년 비엔나 회의에서 영국을 비롯한 연합국들에 의해 네덜란드에 합병되어 연방국가를 형성하였다. 하지만 벨기에와 네덜란드는 인종, 언어, 종교 등이 상이하여 양국 국민들 간의 역사적 감정 문제 등으로 융합할 수 없는 이질적 요소를 많이 가지고 있었다.
벨기에인들은 1830년 7월 윌리엄 I세의 통치에 반대하는 폭동을 일으켜 자주독립을 요구하면서 네덜란드인을 브뤼셀에서 추방시켰다. 네덜란드의 윌리엄 왕은 벨기에의 반란을 진압하기 위해 연합국에 지원을 요청했다. 연합국들은 1830년 12월 런던에서 회합을 갖고 벨기에를 네덜란드로부터 분리 독립시킨다는 것을 전제로 조약을 체결했다. 7개조로 된 런던 조약은 제5조에서 벨기에의 영세중립 문제를 포함하고 있다. 나폴레옹 전쟁을 경험한 유럽국가 들은 평화를 갈망하게 되었다. 특히 유럽의 3대 강국인 영국, 프랑스, 독일은 3국간의 중간에 위치한 벨기에를 스위스와 같은 영세중립국으로 만들어 장차 유럽에서 발생할 수 있는 국제분쟁에 대비한 완충작용을 기대하게 되었다. 네덜란드의 윌리엄 왕은 1839년까지 연합국들이 요구한 벨기에의 독립과 영세중립 국가의 방안에 대해 완강하게 승인을 거부했으나 결국 영국과 프랑스의 압력에 따라 런던조약을 수용함으로써 벨기에의 영세중립은 확정되었다.
그러나 벨기에의 영세중립은 그 후 많은 시련을 받게 된다. 벨기에의 영세중립국 지위는 1870년 보불전쟁에서 유지되었으나, 1914년 발생한 제1차 세계대전 중 독일에 의해 침해되었으며, 유럽 열강들은 벨기에의 영세중립을 지키지 못했다. 독일이 벨기에를 침략했을 때, 연합국들은 런던조약의 제5조에 의해 벨기에의 영토보존과 자주독립을 보존해 주어야 했으나 연합국들이 이를 보장하지 못함으로써 벨기에는 연합국의 일원으로 전쟁에 참전했고, 전승국이 되었으며, 1919년 6월 1차 세계대전을 종결하는 베르사유 조약으로 벨기에는 영세중립국 지위를 포기했다.

#### 룩셈부르크
룩셈부르크의 영세중립과 벨기에의 영세중립 과정이 유사하다. 1814년 비엔나 회의에서 룩셈부르크는 네덜란드 왕의 주권 하에 있는 대공국이 되었다. 1830년 벨기에가 네덜란드로부터 독립운동을 하였을 때, 룩셈부르크도 네덜란드로부터 독립을 위해 많은 룩셈부르크 인들이 벨기에의 독립운동에 가세했다. 하지만 룩셈부르크는 벨기에가 독립을 한 1831년에도 독립을 하지 못하고, 오히려 룩셈부르크의 서쪽 지역 일부가 벨기에에 합병되었으며, 나머지 영토는 계속 네덜란드의 지배하에 남게 되었다.
네덜란드는 1839년 룩셈부르크를 강대국의 보호령에 두는 것에 서명함으로써 룩셈부르크는 프러시아의 병참기지로 활용되었다. 프러시아는 1866년 오스트리아와 전쟁에서 승리한 후 프랑스가 중립을 지켜준 대가로 룩셈부르크를 프랑스에 할애했다. 하지만 오스트리아와 러시아 등이 룩셈부르크 문제를 처리한 프러시아의 조치에 항의하였고, 룩셈부르크가 영세중립국이 되어야 한다고 강력히 주장함으로써 유럽연합국들은 1867년 12월 런던에서 회담을 갖고 룩셈부르크를 영세중립국으로 합의하게 되었다. 영국, 오스트리아, 프랑스, 프러시아, 러시아 등은 1867년 12월 룩셈부르크를 영세중립국으로 승인하게 되었다.
룩셈부르크 정부는 제1차 세계대전 종결 후에도 영세중립 국가로서 국제적 지위를 유지했으나 1940년 5월 독일의 제2차 침공을 받았을 때, 스스로 영세중립 정책 포기를 선언하였고, 영국에서 망명정부를 세워 연합국의 일원으로서 전쟁에 참가했으며, 전쟁 후에는 북대서양조약기구(NATO)에 가입했다.

#### 스웨덴
스웨덴의 전통적 외교정책은 중립정책에 중점을 두고 있었다. 스웨덴의 중립정책의 근저에는 소련에 대한 외교정책에서 파생된 자체중립이다. 자체중립이란 주변의 강대국들이 존재할 때 약소국으로서 어느 편에도 가담하지 않고, 어느 국가와 동맹도 맺지 않고, 중립국 주체의 일방적 자의에 따라 선택한 중립에 기반을 두었다. 당시 소련은 스웨덴에게는 그만큼 위험한 국가로 분류되었다.
스웨덴은 1814년부터 어떤 전쟁이나 동맹에도 가담하지 않고 중립을 유지하면서 1914년 제1차 세계대전이 발발하였을 때, 스웨덴을 중심으로 한 핀란드나 노르웨이와 덴마크 등 4국은 전시중립을 선언하고, 중립정책을 유지하는데 중심 역할을 했다. 스웨덴은 제1차 세계대전이 종결된 후, 국제연맹의 집단안전보장과 세계의 군비축소를 찬성했으나 가입하지는 않았다.
하지만 스웨덴은 경제동맹의 블록에는 참여했다. 예를 들면, 1930년 덴마크, 노르웨이, 네덜란드, 벨기에 등과 함께 오슬로에서 오슬로협정을 체결했으며, 강대국에 대항하는 경제블록의 형성에 중추적 역할을 했다. 그 후 스웨덴은 1938년 오슬로협정을 오슬로 제국(諸國)선언으로 변경하고 더욱더 강력한 중립정책을 천명했다.
스웨덴의 중립정책은 군사방위정책에 기반을 두고 있었다. 스웨덴의 군사방위정책은 소위 마지날 독트린(Marginal Doctrine)에 근거했던 것으로, 만약 미국과 소련이 북유럽에서 군사적 대립으로 전쟁이 발생할 경우, 양 진영의 군대가 스웨덴, 노르웨이, 핀란드 등 북유럽에 주둔하는 것은 필연적 사실로 간주하면서 자국의 피해를 줄이기 위해서는 군사력으로 외국군의 주둔을 저지한다는 것이었다. 즉, 스웨덴은 전통적 중립정책에 반하는 외국군대의 진입을 허락하지 않을 것이나, 만약 외국의 군대가 일방적으로 스웨덴에 주둔할 경우 적으로 간주하여 대항할 수 있는 군비도 강화했다.
그러나 스웨덴은 소련의 붕괴로 주변국들 간의 전쟁위험이 감소되고 국제정치의 환경변화에 따라 국방비를 삭감하면서 중립정책을 계속 유지하고 있다. 오늘날 스웨덴의 중립정책은 강력한 방위력을 기초로 한 안보정책을 추진하면서 비정형화한 국방정책을 취하고 있다. 스웨덴의 국방정책은 무장중립 정책으로 주변방위와 영토방위라는 방위전략을 가지고 있다. 주변방위는 자국의 영토를 방어하는데 적의 침략을 국경 밖에서 저지하는 것으로 영해와 영공방위에 필요한 군사적 조치를 취하는 것이었다.
하지만 2022년 2월 24일 러시아의 우크라이나 침공으로 중립 정책의 기반이 크게 흔들렸으며, 스웨덴은 핀란드와 함께 공식적으로 NATO에 가입을 하였다.

#### 핀란드
핀란드는 12세기 스웨덴의 침입과 통치를 받은 이래 1581년 스웨덴 왕국의 공국(Duchy) 중 하나가 되었다. 핀란드는 지리적으로 스웨덴과 러시아의 중간에 위치한 관계로 두 강대국의 지배와 흥정의 대상이 되었다. 핀란드는 1808년 러시아의 침략을 받았으며, 1815년부터 러시아의 지배를 받았으나, 1905년 러시아가 러·일전쟁에서 패하자 독립운동을 본격적으로 전개하던 중, 1917년 러시아 혁명의 와중에 독립을 선포하고, 1920년 독립국이 되었다.
핀란드의 전통적 외교정책은 소련과 화해협력을 유지하기 위해 소련 중시정책을 전개해 왔다. 제2차 세계대전 후, 핀란드 파시키비(Juho Kusti Passikivi 1944년 수상과 1946-1956 대통령) 외상은 약소국 핀란드가 소련과 군사적으로 대립할 수 없고, 소련의 침략으로부터 핀란드를 지켜 줄 수 있는 주변국들이 더 이상 존재하지 않기 때문에 대 소련 유화정책으로 중립정책을 추진해야 한다고 주장했다. 그 결과 핀란드는 중립정책을 외교정책의 근간으로 삼았다.
파시키비의 전형적인 대 소련 친선외교정책은 스탈린이 1948년 2월 핀란드에 상호원조 조약 체결을 제안하였을 때, 핀란드 국민들의 여론은 대체로 부정적이었으나, 파시키비 대통령은 강대국들 간의 전쟁에서 핀란드는 어떠한 경우에도 중립국의 국제적 지위를 유지한다는 조건과, 필요할 경우 소련의 원조를 수용한다는 내용으로 소련과 상호원조 조약을 체결했다.
핀란드는 소련과의 상호협력 조약으로 제2차 세계대전 중 소련과의 관계를 정상화하였으며, 1955년 역내 국가와 상호협력을 목적으로 스웨덴, 노르웨이, 아이슬란드, 덴마크를 회원국으로 한 노르딕 협력체(Nordic Council)에 가입하였고, 회원국 간의 자유무역과 자유노동시장의 개방 정책에도 참가하였다.
핀란드의 중립외교는 1982년부터 유럽대륙과 소련 간의 중간에서 양측에 비적대적, 비우호적 정책으로 일관하면서 엄정한 중립으로 실리외교를 지향했다. 핀란드는 소련과 북 구라파를 포함한 유럽제국 들과 우호관계를 유지하기 위해 중립외교 정책의 특징인 소위 저자세외교(low profile foreign policy)를 전개할 수밖에 없었다. 핀란드의 이러한 신중한 중립외교는 오늘날에도 계속되고 있으며, 1991년 소련의 붕괴에도 핀란드는 전통적인 중립외교를 유지하고 있었다.
하지만 2022년 2월 24일 러시아의 우크라이나 침공으로 중립 정책의 기반이 크게 흔들렸으며, 핀란드는 스웨덴와 함께 공식적으로 NATO에 가입을 하였다.

#### 대한제국
서울주재 독일영사관 부영사인 허만 부들러(Hermann Buddler)는 1885년 3월 조선이 평화와 안정을 유지하기 위해서는 스위스와 같은 영세중립국이 되어야 한다는 방안을 고종(高宗)정부에 건의했다. 조선의 학자로 영세중립을 최초로 주장한 사람은 유길준(兪吉濬1856-1914)이다. 유길준은 1885년 12월 러시아의 남진을 저지하기 위해서는 조선이 벨기에와 같은 영세중립 정책이 필요하다는 내용을 고종정부에 건의했다. 유길준은 1884년 12월 발생한 갑신정변의 결과로 1885년 본국의 소환을 받고 귀국하는 길에 유럽을 경유했으며 벨기에의 영세중립 정책을 파악한 후 귀국했다.
1883년부터 조선에서 관세업무 보좌역으로 근무한바 있는 영국 왕립아시아협회 중국지부 회원인 체스니 던켄(Chesney Duncan)은 1889년 8월 그의 저서 Corea and the Power에서 조선이 강대국에 의존하는 것이 필요하다는 잘못된 생각에서 벗어나고 강대국으로부터 조선을 보호하기 위해서는 “조선의 엄정한 중립(strict neutrality)정책이 유지되어야 한다고 주장했다. 조선의 궁내부(宮內府) 고문으로 근무한 윌리엄 샌드(William F. Sands)는 1900년 1월 조선에 부임한 후부터 스위스와 벨기에의 영세중립 모델에 따른 조선의 영세중립을 조선정부에 건의했다. 그는 “조선이 자주독립을 유지하기 위해 열강의 동의가 필수적이므로 이를 위해 조선이 스위스나 벨기에와 같이 영세중립을 선언하고 열강의 동의를 받아야한다”고 주장했다.
조선의 영세중립 정책의 필요성을 건의 받은 고종은 1891년 6월부터 조선의 지정학이 스위스와 유사하다는 인식으로 영세중립 정책을 적극 추진함에 따라 러시아, 미국, 영국 등은 조선의 영세중립에 관심을 가졌으나 중국과 일본은 조선을 지배하려는 의도를 가지고 있어 반대하는 입장이었다. 고종은 1900년 8월과 10월, 1901년 1월 동경주재 조병식 공사를 통해 일본 정부와 동경주재 미국 공사와 러시아 공사들을 만나 조선의 영세중립 정책을 논의하라고 지시했다. 고종은 1903년 9월 현영운을 일본에 보내 일본정부와 조선의 영세중립 문제를 다시 논의케 했으나 일본의 협력을 받지 못했다. 고종은 1904년 1월 20일 일방적으로 조선의 영세중립국임을 선포했으나 일본이 1904년 2월 10일 러일전쟁을 일으킴으로서 고종의 영세중립 정책은 완전히 실패하게 되었다.

#### 라오스 왕국
라오스는 역사적으로 많은 내부갈등과 외침을 받은 나라다. 라오스는 1353년 왕국으로 출발했으나, 17세기 루앙프라방, 브양트얀, 및 참파사크 지역을 중심으로 한 3개 공국(公國)으로 분할되었다. 라오스는 1893년 프랑스의 보호령이 되었고, 1945년 3월 일본에 점령되었으며 제2차 세계대전 후 장개석 군의 점령을 거쳐 1946년 다시 프랑스의 식민지가 되었다. 프랑스는 식민 초기부터 라오스의 수바나 푸마, 수바누봉 등 왕족들이 결성하여 정치적 독립을 요구하자 1949년 프랑스 연방의 일원이 된다는 조건으로 라오스에 독립을 승인하였다. 그러나 수바누봉은 1950년 라오스 내에 있는 월맹 간부들의 지원을 받아 수바나 푸마 등 온건파 민족지도자들과 연립하는 것을 거부하고, 중공, 월맹의 지지를 받아 파테트 라오(라오 족의 나라)를 결성하고 라오스의 정부군에 대항하였다. 미국과 프랑스의 지지를 받은 수바나 푸마 연립정부와 파테트·라오간의 내전은 곧 국제전의 양상으로 발전하게 되었다.
라오스는 6개국과 국경을 인접하고 있으며, 특히 베트남과 1,316km의 국경을 접하고 있어 베트남으로부터 침략을 받기가 용이하다. 프랑스와 베트남 간 인도차이나 전쟁이 한창이었든 1950년 베트남 정규군이 파테트 라오 군과 합동으로 라오스로 진격했다. 월맹군의 라오스 진격에 고무된 수바누봉은 삼뉴아에 혁명기지를 설치하고 해방지역을 확대함으로써, 1954년 2월에는 라오스 국토의 약 반을 장악했고, 인구의 3분지 1 이상을 통치하게 되었다.
라오스의 내전을 종식시키기 위해 미국, 영국, 프랑스, 소련 외상들은 1954년 4월 26일 스위스 제네바에서 회의를 갖고, 한국과 인도차이나 문제를 토의하기 위해 별도로 회담하기로 했다. 강대국들의 결정에 따라, 인도차이나 문제를 해결하기 위해 9개국(미국, 영국, 프랑스, 소련, 중국, 월맹, 월남, 캄보디아, 라오스)이 참가한 국제회의가 1954년 5월 8일부터 7월 21일까지 제네바에서 개최되었으며, 라오스의 영세중립 문제가 논의되기 시작했다. 제네바 회의는 인도차이나에서 격화되고 있는 국제분쟁을 중지케 하고 월남, 캄보디아, 및 라오스의 정치문제를 연합국들이 직접 해결하기 위해 마련된 것이었다. 동 국제회의에서는 월남, 라오스, 및 캄보디아의 주권과 통일·독립, 그리고 영토권을 존중해야 한다는데 합의했고, 라오스에 대해서는 연합국들로 하여금 라오스에 대한 배타적 영토권과 간섭을 배제하기 위해 영세중립국으로 한다는데 합의했다.
라오스 정부도 제네바 결정에 따라 영세중립 정책에 위배되는 어떠한 군사동맹에도 가입하지 않을 것이며, 자체국방과 안보가 위협을 받지 않는 한 무력을 사용하지 않으며 자국영토 내에 외국의 군사기지를 제공하거나 외국군의 주둔을 허용하지 않을 것이라고 선언했다. 제네바 협정은 라오스 내의 모든 전투행위를 중지하고, 향후 120일 이내 프랑스군과 월맹군은 라오스로부터 완전 철수해야 한다고 규정했다. 당시 제네바 협정은 외국군의 라오스 철군을 포함하여 무력충돌을 감시할 수 있는 국가로 인도를 단장 국가로 하고 캐나다와 폴란드가 참가하는 국제감시위원단(ICC)을 조직하여 라오스의 군사적 공백상태에 대비했다. 미국은 라오스 주둔 외국군이 철수할 경우, 중국과 월맹 등이 파테트 라오와 연합전선을 형성하여 라오스에 다시 진격할 것을 우려했다. 미국은 라오스의 공산화를 방지할 목적으로 1954년 9월 동남아시아 7개국과 협력하여 지역안보기구로 동남아시아조약기구(SEATO)의 군사동맹 기구를 조직하여 월남, 라오스, 및 캄보디아의 공산화를 방지하는 한편, 1955년 1월부터 라오스 군대에 대한 훈련을 강화면서 경제 원조를 시작했다.
라오스에 대한 미국의 군사지원에도 불구하고 라오스 정부군과 파테트 라오 간의 소규모 게릴라전이 계속됨으로써, 라오스 내 공산화 지역이 계속 확대되어 갔다. 라오스의 수바나 푸마 수상은 1956년 파테트 라오를 대표하고 있는 수바누봉에게 연립정부를 조직하고 내전을 중단하자고 제안했다. 수바누봉은 이를 환영하면서 자신을 재건 계획상에, 푸미봉피치트를 교육상에 임명할 것을 조건으로 파테트 라오의 연립정부 참가를 표명했다. 수바누봉의 요구를 받은 라오스 정부는 파테트 라오의 무장을 해제하라고 요구했고, 파테트 라오는 2개 정규 대대를 제외하고는 다른 부대를 해산하면서 군사장비도 정부군에 이관함으로써 라오스의 연립정부를 통한 평화가 수립되고, 라오스의 영세중립도 가능할 것으로 전망되었다.
소련을 비롯한 중국과 월맹은 라오스의 연정을 환영했으나 미국은 이를 강력히 반대했다. 미국은 공산주의자들이 불리할 경우 연정을 통해 저변의 세를 확충하고 나중에는 공산주의자들이 의도한 데로 공산화시키는 것이 상투적 수단이라고 생각하였기 때문이었다. 수바나 푸마 수상은 미국으로부터 연정과 중립정책을 포기하라는 계속된 요구와 함께 미국의 원조도 삭감됨에 따라 1958년 7월 수상 직을 사임했다. 후임인 푸미사나니코네 수상은 전임수상의 연정을 파기하고, 라오스에 대한 공산주의 침투를 방지한다는 구실로 공산주의와의 결별을 선언하고 영세중립 정책을 지양하고 반공외교정책으로 전환함으로써 라오스의 연립정부는 붕괴되었고 영세중립 정책도 수포로 돌아가게 되었다.
신임 푸미사나니코네 수상은 1959년 푸마 노사반 장군을 입각시켜 자신의 정권을 강화하는 한편, 1954년 제네바 협정의 무효화를 선언하고 파테트 라오 군을 무장해제하고 수바누봉을 체포할 것을 선언하고, 월맹의 라오스 침략행위를 국제연합으로 하여금 조사해 줄 것을 유엔안전보장이사회에 요구했다. 신임수상의 공산주의에 대한 강력한 탄압정책에 따라 파테트 라오와의 전쟁이 재개되었고 라오스의 영세중립 정책은 완전히 실패하게 되었다.

## 특정 영토의 중립화
국가의 영세 중립은 국가 전체에 관한 것이며 그 중립 국가가 중립을 정하는 조약의 주체이다. 이에 반해 특정한 영토의 중립화는 국가 전체에 관한 것이 아니라 어느 특정 지역에만 관계되는 중립으로 조약 주체가 중립국이 아니라도 상관이 없다.
특정 영토의 중립화는 주요한 전략적 의의를 가진 영토, 즉 세계의 항로로서의 역할을 하는 해협이나 운하나 국경 지대이다. 항구화된 중립화는 예를 들면 수에즈 운하, 파나마 운하 등이다. 조약의 주도 관계국은 그 영토에 관하여 아무런 권리·의무를 갖지 않는다.

#### 남극의 중립화
남극 중립화는 국가가 아니라, 지역이라는 것이 특징이다. 1959년 12월 아르헨티나, 오스트레일리아, 칠레, 프랑스, 뉴질랜드, 노르웨이, 영국, 소련 등에 의해 중립화가 선언되었다. 그 후 상기 국가와 미국, 벨기에, 일본, 남아프리카 공화국 등 12개 국가는 1961년 남극 지역의 중립화 조약을 체결하고 이 지역에서 모든 영토선언과 분쟁을 중지하며, 과학적 연구를 위한 자유로운 공동사용을 확립하며, 핵실험을 포함한 모든 군사 활동을 예방하기 위해 상호감시체제를 확립키로 합의했다. 미국과 소련은 1967년 별도로 이 지역에 대한 핵 장치의 지상궤도 진입과 핵무기 실험을 금지하는 조약에 합의했으며, 이 조약은 1972년 발효되었다.

#### 한반도를 둘러싼 중립화 논의
한반도는 주변에 강대국들이 위치하고 있고, 지정학의 특수성으로 중립화의 대상이기 때문에 중국의 학자 61.9%와 러시아 학자 38.5%가 한반도의 중립화통일을 주장하고 있다. 미국의 저명한 정치가나 학자로서 한국의 영세중립을 주장한 인사 들은, 존 포스터 덜레스(Foster Dulles) 국무장관이 1953년 7월 조인될 한국전쟁의 정전협정에 대비해 한국만이라도 중립화 시켜야 한다고 주장했으며, 마이크 맨스필드(Mike Mansfield) 상원 의원이 1960년 10월, 로버트 스칼라피노(Robert A. Scalapino) 교수가 1961년, 즈비그뉴 브레진스키(Zbigniew Brzezinski) 교수가 1972년 주한미군 철수에 대비하고, 남북통일을 촉진하기 위해 4강이 한반도의 중립화 보장을 해야 한다고 언급했다. 더 나아가 지미 카터(James E. Carter) 대통령이 1976년, 에드윈 라이샤워(Edwin Reischauer) 교수가1976년, 오란 영(Oran R. Young) 교수가 1983년, 글렌 페이지(Glenn Paige) 교수가 1991년 8월 한국의 영세중립을 주장했다.

## 비동맹중립
비동맹 중립(nonalignment neutrality)의 개념은 중립주의(nationalism)와 같은 것으로 일반적으로 한 국가의 대외정책의 기본 원칙으로서 두 대립된 국가의 어느 편에도 가담하지 않고, 동맹도 배제하고 중립정책을 유지하면서 국가이익을 극대화하기 위한 블록을 형성한 국가들의 대외정책을 의미한다. 엄격한 중립주의와 중립을 지향하고 있는 국가가 어떤 불록과 군사적으로 연계하지 않으면서 자국의 안보를 위한 유효한 안전보장 장치로 선택하는 집단 국가적 형태이다. 이는 냉전시대의 산물로 제2차 세계대전 후 제국주의나 식민주의를 반대한 신생 독립국가들이 표방하는 민족주의를 내포하고 있다. 비동맹 중립은 1950년대 초 인도 네루(Nehru) 수상에 의해 처음으로 주창되었다. 비동맹은 중립주의 보다 적극적인 의지를 내포하고 있으며, 대표적 국가로는 제2차 세계대전 후 미․소의 냉전체제 속에서 국가이익을 극대화하기 위해 어느 편에도 가담하지 않았던 인도, 미얀마, 인도네시아, 이집트 등 제3세계의 국가들이 1955년 결성한 반둥회의 결과로 출현하게 되었다. 비동맹 중립은 약소국들이 자의적 결단으로 자국의 영토와 주권을 보호하기 위해 강대국 간의 갈등과 헤게모니 대립으로부터 벗어나 국가이익의 극대화를 모색하는 일종의 국제정치의 양식이라는 점에서 중립화와 기능적 측면을 공유하게 된다. 제2차 세계대전 후 미국과 소련의 양극체제의 틀 속에서 신생 독립국가들의 비동맹 중립이 지니는 외교적 논리는 크게 4가지 측면에서 생각할 수 있다.
첫째, 전후 강대국들의 핵 시대를 맞이하여 신생 독립국가들이 핵 보유 국가와 동맹관계를 맺지 않음으로써 핵으로부터 국가의 안전을 보호 하려는 것이다. 둘째, 중립주의는 비단 군사적이거나 정치적 차원뿐만 아니라 경제적 측면에서 중요한 작용을 한다. 즉, 신생 독립국가들이 어느 진영에도 가담하지 않고 중립주의란 정책으로 등거리 외교를 전개함으로써 동서 양 진영으로부터 무리한 규제를 피할 수 있고, 조건 없는 경제지원을 받을 수 있어 한 국가에 의존하는 것 보다 경제적으로 국가이익에 더 도움이 된다는 것이다. 셋째, 중립주의 정책은 신생 국가들이 갈등관계에 있는 양 진영을 향해 군축이나 긴장완화를 요구하는 적극적인 압력을 행사함으로써 세계평화와 안정에 기여할 수 있는 도덕적 힘을 형성할 수 있다. 끝으로, 동서 양 진영에 가담하지 않은 신생 중립주의 국가들은 개별 국가들의 단순한 중립 이외에도 일정한 블록을 형성하여 국제정치의 집단적인 제3의 세력으로 성장하여 동서 양 진영을 조정하는 역할도 수행하게 되었다. 대표적인 비동맹 중립을 주장한 국가는 북한이다. 북한은 1960년 초부터 2019년까지 남북이 연방제로 통일을 하되, 연방제 국가의 외교정책은 반드시 비동맹 중립을 해야 한다고 주장하고 있다.

## 중립 의무
국제법에서 중립이란 국제법 상의 전쟁 상태가 발생했을 때 그 전쟁에 참가하지 않는 제3자적 입장을 취하는 국가가 교전 당사국 쌍방에 대해서 가지는 지위, 즉 권리와 의무 관계를 의미한다. 중립에는 평시 중립과 전시 중립의 2가지가 있는데 국제법의 1체계인 중립법은 상기한 바와 같이 전시 중립에 관한 것이다. 스위스·오스트리아 같은 영세 중립 국가는 전시 중립은 물론 평시 중립 의무도 이행해야 하나 그 밖의 국가들에 있어서는 전쟁 상태가 발생했을 경우에만 비로소 교전 당사국 또는 제3국과의 사이에 중립법 상의 관계가 발생한다.
1907년의 개전 조약에 의하면 중립법 상의 전쟁 상태란 당사국 사이에 전쟁 의사가 표명되었을 때 성립한다는 것이 통설이나, 외교 관계의 단절을 수반한 사실 상의 무력 행사도 묵시의 의사 표명으로 보아 전쟁 상태로 취급해야 한다는 견해도 유력하다. 최근의 예로서 명문 상의 국제법 위반을 피할 목적으로 명시적인 전쟁 의사 표현을 회피했던 제2차 세계 대전 직전의 독일과 미국의 태도를 생각해 보면 후자의 견해도 타당성이 있다고 하겠다. 아무튼 전쟁 상태가 발생하면 교전 당사국은 물론 제3국과의 사이에는 평시와는 다른 권리·의무 관계가 설정되는데, 통상 국외 중립 선언으로 중립국의 지위를 차지할 국가들은 중립법상의 권리를 주장하기 위해서 동시에 중립법 상의 의무를 부담해야 한다.

### 묵인 의무
전쟁 상태시 교전국 쌍방은 선박 나포나 검색을 하고 중립국 화물일지라도 전시 금제품이면 몰수할 수 있으며, 해상 봉쇄를 설정한 지역에 침범한 선박·화물은 중립 국적 소유일지라도 포획할 수 있다. 또한 전쟁 수행 과정에서도 중립국 또는 그 국민의 권익에 대하여 여러 가지 형태로 침해를 가하게 되는데, 평시의 경우라도 당연히 가해국에 대한 손해 배상 청구가 따르겠지만 전시 상태에서는 교전 당사국이 국제법 상의 전쟁 법규를 준수하고 있는 한 중립국은 그를 묵인하여 감수해야 한다.
묵인 의무란 상기한 바와 같이 중립국은 교전 당사국이 전쟁 수행 과정에서 행한 행위로, 자국 또는 그 국민이 받은 불이익을 전쟁법이 인정하는 한도 내에서는 묵인해야 한다는 의무이다. 이에 관련된 대표적인 것으로서 교전 당사국의 비상징발권(陸戰中立條約)이 있다.

### 회피 의무
중립국은 전쟁 상태 중인 교전 당사국 일방에 대하여 전쟁 수행에 관련되는 직접적 혹은 간접적 원조를 행해서는 안 된다는 의무 규정이다. 즉 중립국은 교전국 일방에 병력을 파병하거나 군함·병기·탄약 기타 군사용으로 공용될 수 있는 선박·항공기 등 모든 군용 자재를 제공해서는 안 되며, 교전국에 군자금 등 금전을 증여하거나 대여해서도 안 된다. 이에는 교전국이 발행한 공채의 위탁 모집·보증 등의 행위를 포함하며, 교전국 일방에 제공할 목적으로 정보를 수집·제공해서도 안 된다.
이상의 의무 규정은 관습법으로서 유지되어 왔는데 '해전 중립 조약'에서 최초로 명문화되었다. 그런데 회피 의무의 이행 주체는 국가로서 그 국민이 사인(私人)의 자격으로 교전국 일방을 지원하는 행위는 제외된다. 즉 중립국 국민이 교전국 일방의 공채 모집에 응하거나 지원병으로서 입대하는 행위, 민간 회사가 교전국을 위해 무기를 제조하거나 또는 수출하는 행위 등은 사인 자격으로 행하는 한 회피 의무의 위반은 아니다. 그러나 이와 같은 행위도 방지 의무와 관련, 중립 의무 위반이 될 수 있다.

### 방지 의무
국가의 병역은 불가침이므로 어느 국가나 외국의 침입을 거부·격퇴할 권리를 갖는다. 전시에 있어서 중립국은 그 영역 침범을 거부·격퇴할 권리는 물론 그 영역이 교전국 일방에 의해 전쟁 목적에 이용되는 것을 방지하기 위한 필요한 조치를 강구해야 할 의무를 부담하는데 이것이 방지 의무이다. 이를 위해 무력을 사용해도 교전국에 대한 적대 행위가 아니며, 힘의 열세로 사실 상 의무를 이행하지 못하게 된 경우에는 그 책임이 교전국에 부과되어 손해 배상 의무를 부담해야 한다.
육전 중립 조약과 해전 중립 조약에 그 구체적 내용이 명시되어 있는데 후자가 다소 완화적이다. 다만 중립국은 자국의 영역에 대한 교전국 선박·항공기의 통과 일시 정박을 반드시 금지할 의무는 없다.

## 중립국 목록

### 국제적으로 인정받는 중립국
- 투르크메니스탄
- 스위스
- 리히텐슈타인
- 오스트리아
- 아일랜드
- 바티칸
- 코스타리카
- 파나마

### 헌법상이나 대외적으로 중립을 표방하지만 인정받지 못하거나 논란이 있는 국가
- 일본 (일본국 헌법 9조 참조. 헌법상으로는 교전권이 인정되지 않지만 미일안전방위조약과 일본 자위대 등의 강한 군사조직 때문에 중립국이라고 보기 어려운 견해가 많다.)
- 몽골
- 우즈베키스탄
- 르완다
- 몰도바
- 세르비아
- 멕시코

### 과거에 중립을 표방한 적이 있던 국가
- 대한제국
- 라오스 왕국
- 부탄 (1차, 2차 세계대전 당시)
- 에티오피아 제국 (1차 세계대전 당시)
- 노르웨이 (1814 ~ 1940, 나치 독일의 침공으로 중립 폐기, NATO 창설국)
- 덴마크 (1864 ~ 1940, 나치 독일의 침공으로 중립 폐기, NATO 창설국)
- 스웨덴 (1814 ~ 2022)
- 핀란드 (1935 ~ 1939, 1956 ~ 2022, 핀란드화 참조. 2022년 현재 러시아의 우크라이나 침공 이후로 NATO가맹 신청을 넣음으로써 핀란드화와 그 중립정책을 지우고 있다.)
- 네덜란드 (1839 ~ 1940, 나치 독일의 침공으로 중립 폐기. NATO 창설국)
- 벨기에 (1839 ~ 1914, 1936 ~ 1940, 나치 독일의 침공으로 중립 폐기. NATO 창설국)
- 룩셈부르크 (1839 ~ 1914, 1920 ~ 1940, 나치 독일의 침공으로 중립 폐기. NATO 창설국)
- 스페인 (1차, 2차 세계대전 당시)
- 포르투갈 (2차 세계대전 당시, NATO 창설국)
- 이탈리아 왕국 (1914 ~ 1915)
- 튀르키예 (2차 세계대전 당시)
- 미국 (1914 ~ 1917, 1939 ~ 1941, 먼로 독트린 참조.)